# Thoại Sơn, An Giang
Thoại Sơn là xã thuộc tỉnh An Giang, Việt Nam.

## Địa lý

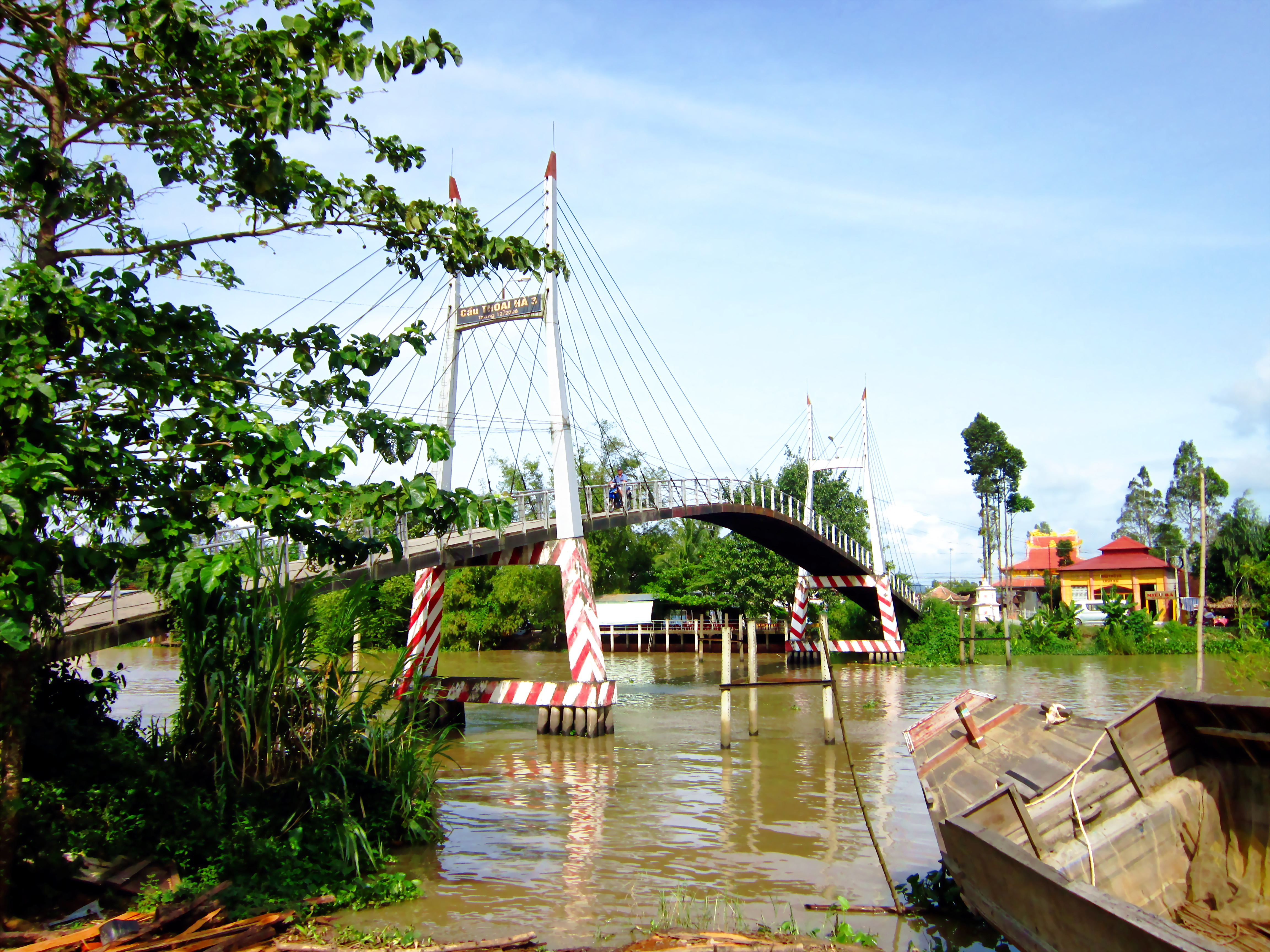
Cầu Thoại Hà 3 bắc qua kênh Thoại Hà, nằm trên địa bàn xã

## Lịch sử
Địa bàn thị trấn Núi Sập trước đây là một phần xã Thoại Sơn, quận Huệ Đức, tỉnh An Giang (dưới thời Việt Nam Cộng Hòa).
Sau năm 1975, chính quyền tách ấp Đông Sơn thuộc xã Thoại Sơn để thành lập thị trấn Đông Sơn thuộc huyện Huệ Đức.
Ngày 11 tháng 3 năm 1977, huyện Huệ Đức sáp nhập vào huyện Châu Thành, thị trấn Đông Sơn trở thành huyện lỵ huyện Châu Thành.
Ngày 25 tháng 4 năm 1979, Hội đồng Chính phủ ban hành Quyết định 181-CP. Theo đó, sáp nhập một phần các ấp Tây Bình và Bắc Thạnh của xã Thoại Sơn vào thị trấn Đông Sơn và đổi tên thị trấn Đông Sơn thành thị trấn Núi Sập.
Ngày 23 tháng 8 năm 1979, huyện Châu Thành được chia thành hai huyện Châu Thành và Thoại Sơn, thị trấn Núi Sập thuộc huyện Thoại Sơn và là huyện lỵ huyện Thoại Sơn.
Ngày 12 tháng 1 năm 2016, Bộ Xây dựng ban hành Quyết định 13/QĐ-BXD về việc công nhận thị trấn Núi Sập là đô thị loại IV.
Ngày 12 tháng 6 năm 2025, Ủy ban Thường vụ Quốc hội ban hành Nghị quyết số 1654/NQ-UBTVQH15 về việc sắp xếp các đơn vị hành chính cấp xã của tỉnh An Giang. Theo đó, toàn bộ diện tích tự nhiên, quy mô dân số của thị trấn Núi Sập, xã Thoại Giang và xã Bình Thành thành xã mới có tên gọi là xã Thoại Sơn.

## Xây cất trái phép
ông Nguyễn Ngọc Điệp - chủ tịch UBND thị trấn Núi Sập - cho biết trên núi Sập có tất cả bốn biệt thự đều xây dựng trái phép. Trong đó có “biệt phủ trên lưng núi Sập” đứng tên ông Trương Văn Thành (Duyên Phước Tự), cựu lãnh đạo TP Long Xuyên, và một ngôi nhà nữa cũng của ông ta liền kề; hai nhà còn lại của ông Trần Kiều Mai Diễm Phước (thường gọi là ông Beo) và bà Nguyễn Minh Lệ. Cả hai đều ngụ tại TP Long Xuyên. Ông Điệp cho biết, "Núi Sập này bây giờ toàn lãnh đạo, là cấp trên của mình không hà nên... bó tay. Núi Sập từ đó giờ không cho ai xây dựng nhà trên núi cả. Từ nay trở về sau cũng vậy, chúng tôi sẽ làm văn bản thông báo cho người dân biết nơi nào xây dựng được, nơi nào không để mọi người biết". Tỉnh ủy An Giang đã chỉ đạo cho huyện Thoại Sơn cùng với Ban Tôn giáo tỉnh phối hợp xử lý nhanh và nghiêm túc.
Ngày 12.4.2023, ông Dương Ngọc Lắm - chủ tịch UBND huyện Thoại Sơn, An Giang cho biết biết các chủ nhân đã cam kết tháo dỡ hết trong vòng 30 ngày.

## Kinh tế - xã hội

### Kinh tế
Tổng thu ngân sách trên địa bàn thị trấn năm 2014 đạt 23,685 tỷ đồng. Thu nhập bình quân đầu người năm 2017 đạt trên 45 triệu đồng/người/năm.
Ngoài ra, với vị trí thuận lợi (nằm trên tuyến du lịch văn hóa di sản Óc Eo) và có nhiều cơ sở thờ tự, góp phần thu hút khách thập phương hành hương, tham quan, du lịch hàng năm khá lớn.

### Giáo dục
Các cơ sở giáo dục cấp THPT trên địa bàn xã:
- Trung tâm GDNN & GDTX huyện Thoại Sơn
- THPT Nguyễn Văn Thoại.

Hệ thống trường các trường cấp 2, trường cấp 1, trường mẫu giáo phân bố đều trên địa bàn xã.

### Y tế
Trung tâm Y tế Thoại Sơn tọa lạc trên địa bàn xã Thoại Giang (cũ).

## Giao thông

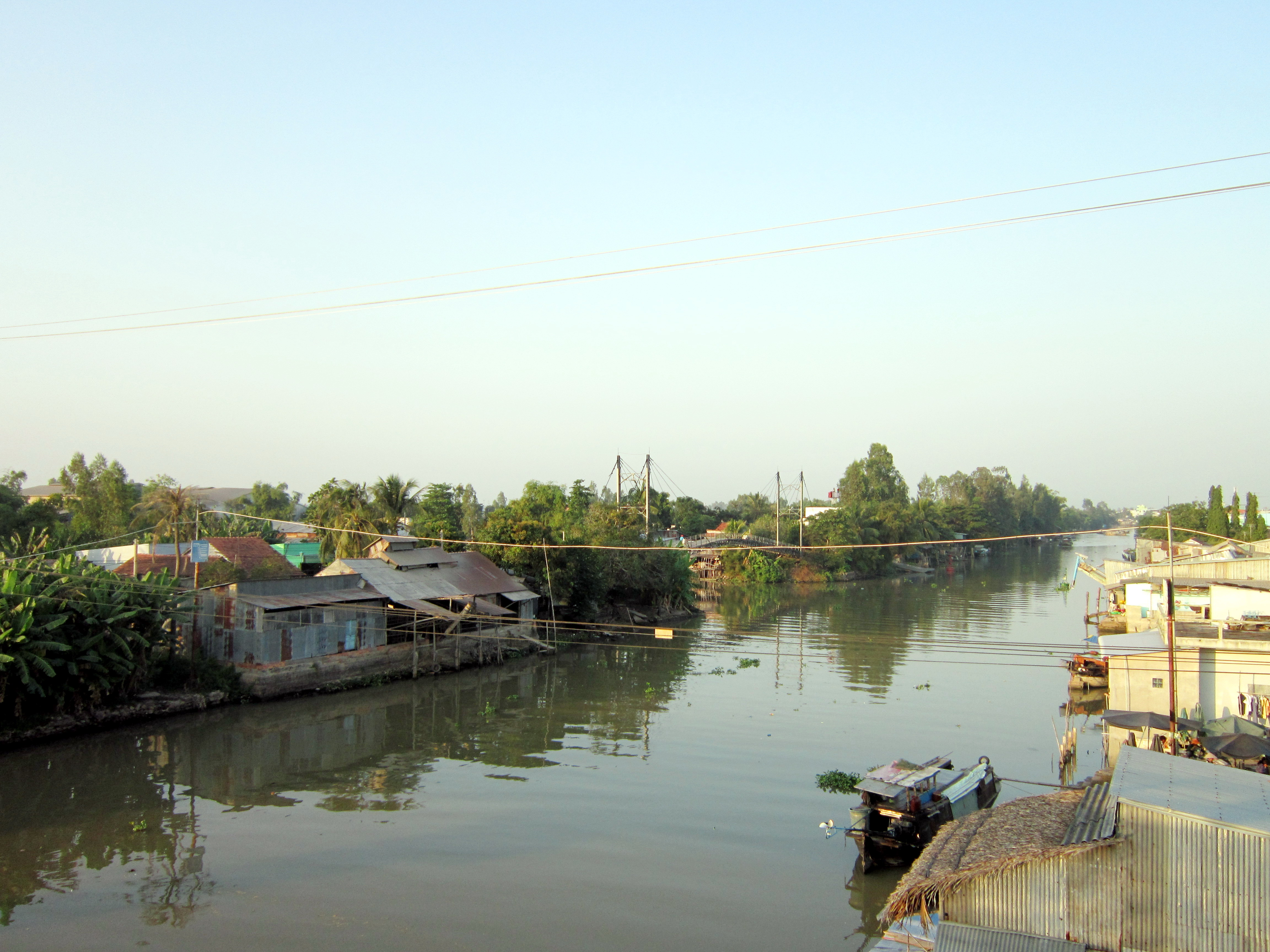
Kênh Thoại Hà, đoạn ở cầu Thoại Giang, thị trấn Núi Sập

Tỉnh lộ 943 là tuyến giao thông chính trên địa bàn thị trấn.
Ngoài ra, thị trấn nằm bên con kênh Thoại Hà. Kênh Thoại Hà khởi công vào đầu năm 1818, nối rạch Đông Xuyên (Long Xuyên, An Giang) với ngọn Giá Khê (Rạch Giá, Kiên Giang). Người có công đề xướng và đôn đốc việc đào kênh này là Trấn thủ trấn Vĩnh Thanh Thoại Ngọc Hầu (1761-1829).

## Du lịch

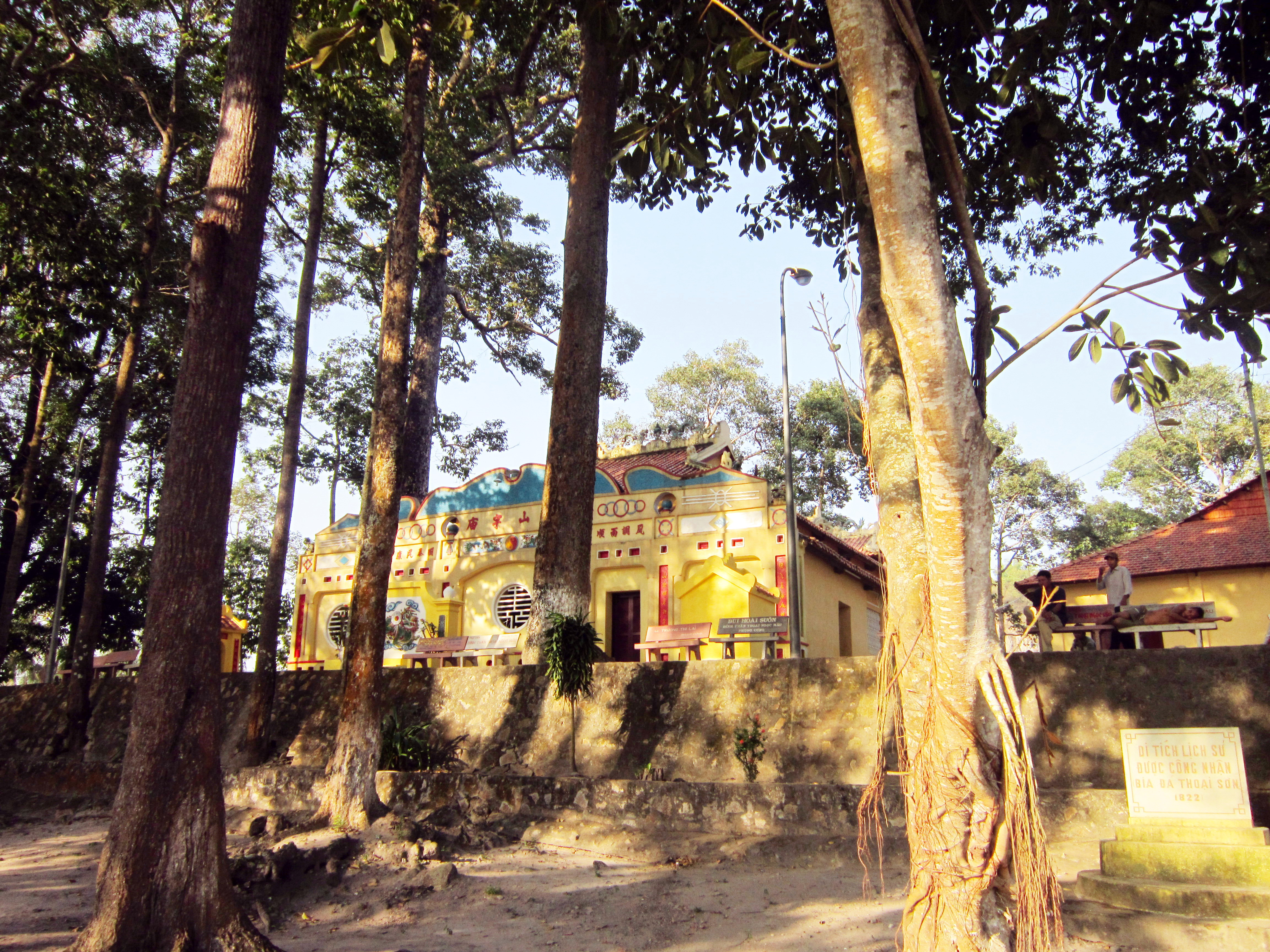
Đình thần Thoại Ngọc Hầu

- Đình thần Thoại Ngọc Hầu và bia Thoại Sơn: Sau khi đào xong kênh Thoại Hà vào năm 1818, để đánh dấu công trình có ý nghĩa này, Thoại Ngọc Hầu đã nhờ người soạn một bài văn bia, sau đó cho khắc lên đá. Năm Minh Mạng thứ ba (1822), ông long trọng làm lễ dựng bia và khánh thành miếu thờ Sơn thần (nay là ngôi Đình thần thờ Thoại Ngọc Hầu) tại triền núi Sập. Hiện bài văn bia xưa được bảo quản khá tốt trong đình.

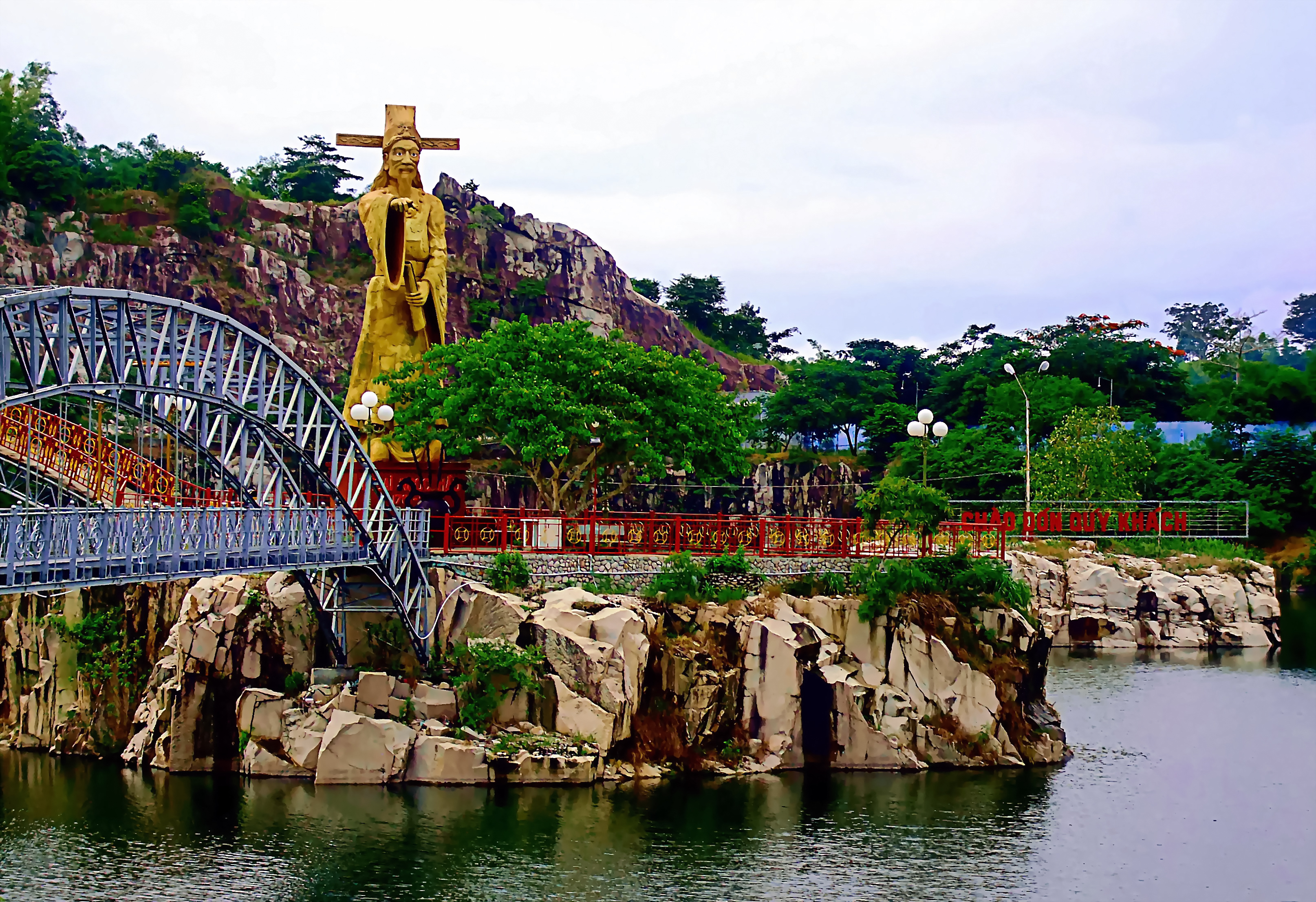
Hồ Ông Thoại

- Hồ Ông Thoại ở thị trấn Núi Sập. Đây là hồ nhân tạo được hình thành do quá trình dài khai thác đá. Tên hồ được đặt nhằm tưởng nhớ công lao của Thoại Ngọc Hầu đối với vùng đất này.
- Thiền Viện Trúc Lâm An Giang: Được khởi công xây dựng từ năm 2017 với lối kiến trúc truyền thống của Phật giáo gồm 2 khu vực: khu nội diện (xây dựng trên núi gồm: thiền đường, tăng đường...) và khu ngoại diện (xây dựng trên đất liền với diện tích 4 ha gồm: chánh điện, nhà tổ, hội trường, thiền đuờng, lầu chuông, chay đường, cổng tam quan...). Tổng diện tích công trình khoảng 11 ha. Phong cảnh sơn thủy hữu tình kết hợp hài hòa giữa thiên nhiên, kiến trúc và con người.
- Duyên Phước Tự: Du lịch tâm linh và là nơi phát thuốc nam miễn phí.
- Hang Dơi: Đỉnh cao nhất của ngọn núi Sập với không khí mát mẻ, hoang sơ. Từ đây ta có cái nhìn bao quát toàn cảnh đồng ruộng, sông núi, đường sá, nhà cửa.